# Serer

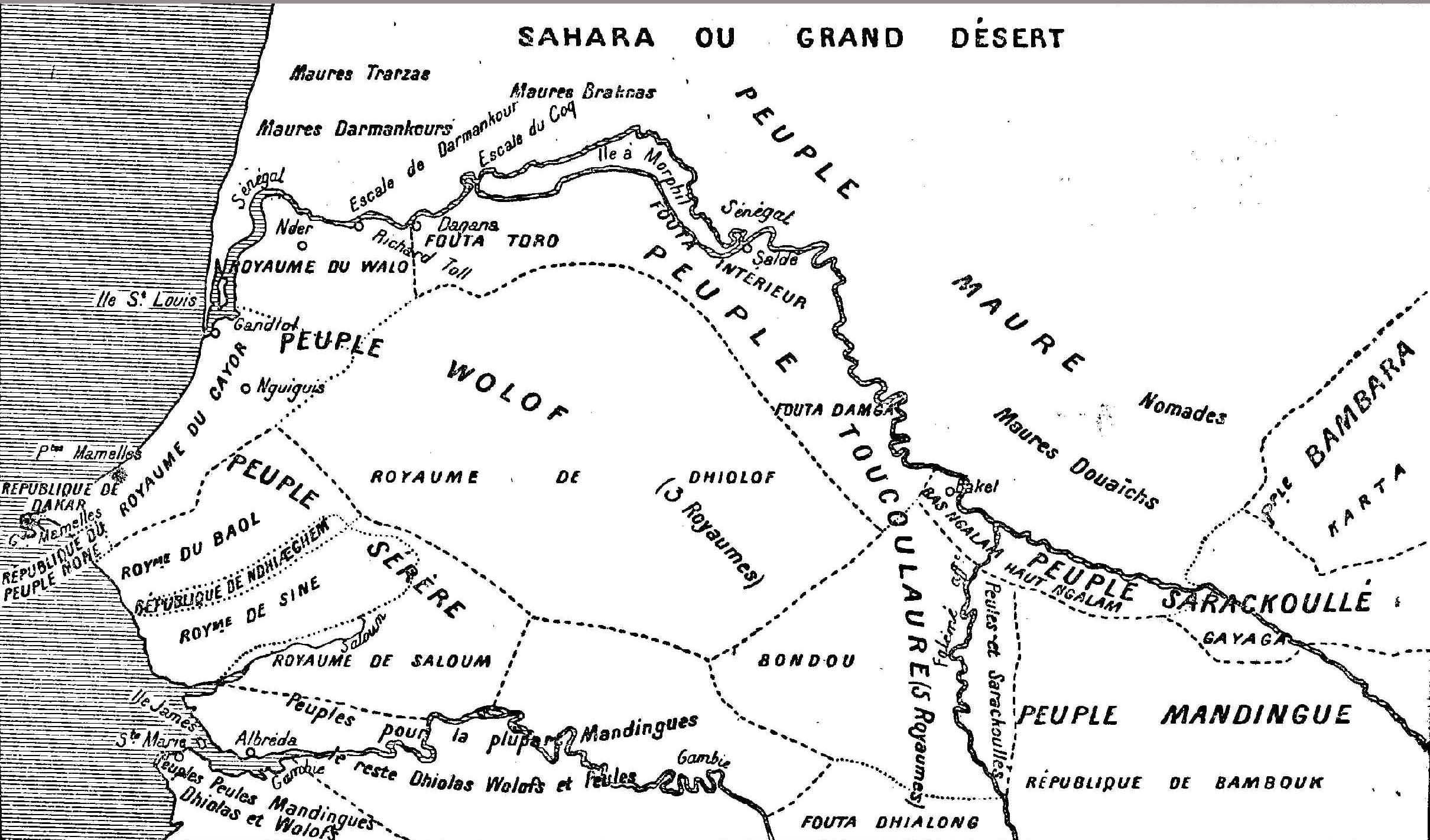
Carte des peuplades du Sénégal de l'abbé Boilat (1853): un mapa étnico de Senegal de la época colonial francesa. Aparecen anotadas las áreas interiores como "Peuple Sérère".

El pueblo serer (también escrito "sérère", "sereer", "serere", "seereer" y algunas veces de modo equivocado "Serre") junto con los diola son reconocidos como los habitantes más antiguos de la Senegambia.

## Distribución geográfica
En la moderna Senegal, el pueblo serer vive en la parte centro occidental del país, desde el borde sur de Dakar hasta la frontera con Gambia. Los sereres (también conocidos como "Seex" o "Sine-Sine") ocupan las zonas de los antiguos reinos de Sine y Saloum (actualmente parte de Senegal).  En Gambia, ocupan partes de los antiguos "Nuimi" y "Baddibu" así como el "Kombo". Los serer-noon ocupan la antigua área de Thiès en el actual Senegal. Los serer-ndut se encuentran en Cayor y en el noroeste de la antigua Thiès. Los serer-njeghen ocupan el antiguo Baol, mientras que los serer-palor ocupan la zona centro occidental y sur occidental de Thiès, habitando los serer-laalaa el norte de Thiès y el área de Tambacounda.

## Representación
Los sereres son el tercer mayor grupo étnico de Senegal, sumando el 14.7 % de la población senegalesa. En Gambia no alcanzan el 2 % de la población. Junto con Senegal y Gambia, también se encuentran en pequeños grupos en el sur de Mauritania. Algunos serer reconocidos son Isatou Njie-Saidy, vicepresidenta de Gambia, y el historiador de Senegambia, político y defensor de la independencia de Gambia durante la época colonial Alhaji Alieu Ebrima Cham Joof. En Senegal, son representativos Leopold Sedar Senghor y Abdou Diouf (primer y segundo presidentes de Senegal, respectivamente).

## Etónimo
El nombre "serer", que no solo identifica al pueblo serer sino también su lengua, cultura y tradiciones, se considera por diferentes antropológos, lingüistas e historiadores (entre los cuales se encuentran Issa Laye Thiaw, Cheikh Anta Diop y Henry Gravrand) que es una antigua y sagrada palabra de la lengua serer.

## Población

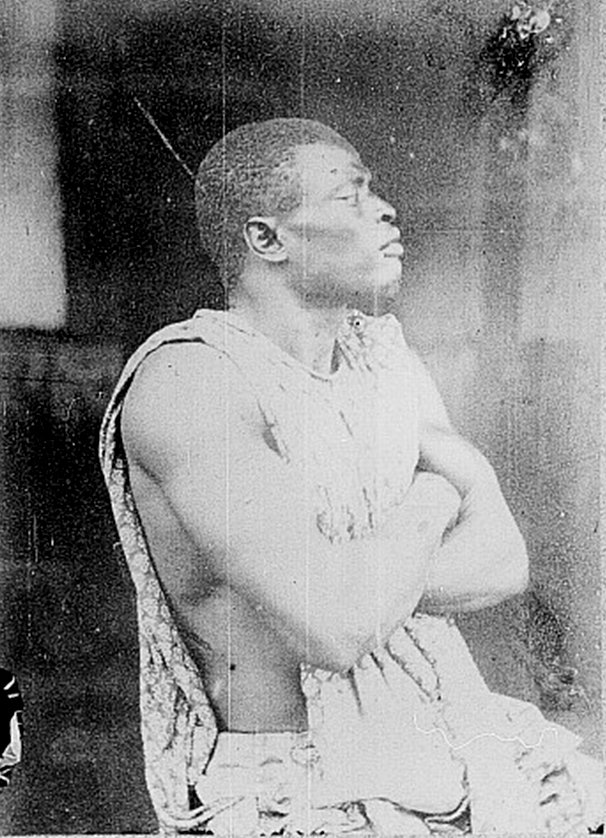
Un tirailleur serer de 21 años llamado Ouali. 1881.

El pueblo serer es diverso y aunque se extiende a través de la región de Senegambia, es especialmente numeroso en lugares como Baol, Sine, Saloum y Gambia, que fue colonia del Reino de Saloum.
La siguiente tabla ofrece la estimación de la población serer por país:
| País       | Población |
| ---------- | --------- |
| Senegal    | 1 840 712 |
| Gambia     | 31 900    |
| Mauritania | 3500      |